# Resurrection of the Little Match Girl
Pour plus de détails, voir Fiche technique et Distribution.
Resurrection of the Little Match Girl (성냥팔이 소녀의 재림, Sungnyangpali sonyeoui jaerim) est un film sud-coréen réalisé par Jang Sun-woo, sorti en 2002.

## Synopsis
Comme le suggère le titre, l'histoire est basée sur le conte de Hans Christian Andersen La Petite Fille aux allumettes, histoire d'une adolescente qui se meurt de froid pendant l'hiver car elle doit vendre des allumettes pour survivre mais ne trouve aucun acheteur. La petite fille moderne de notre film doit vendre des briquets jetables. Ju, le personnage principal, est un raté qui aspire à devenir un jour, comme son meilleur ami, un « pro-gamer » (joueur de jeux vidéo professionnel : ce phénomène existe massivement en Corée où des centaines de personnes peuvent passer dix heures par jour à pratiquer StarCraft ou Counter-Strike). Ju fréquente souvent un cyber-café où travaille Hee-mee, qui a les mêmes traits que la « petite fille aux allumettes », ou plutôt aux briquets donc, présentée au générique. Un jour, il participe à un jeu vidéo à plusieurs où l'on doit « sauver » cette petite fille, en vérité la laisser mourir dans les formes, mais Ju se met plutôt à la protéger (avec l'aide d'une certaine « Lara ») : le film a basculé de la réalité glauque dans la fiction hyper-violente du jeu vidéo...

## Fiche technique
- Titre : Resurrection of the Little Match Girl
- Titre original : 성냥팔이 소녀의 재림 (Sungnyangpali sonyeoui jaerim)
- Réalisation : Jang Sun-woo
- Scénario : In Jin-mi et Jang Sun-woo
- Production : Yoo In-taek
- Société de production : Kihwik Cine
- Budget : 11,2 millions de wons
- Musique : Dal Pa-lan
- Photographie : Kim Woo-hyeong
- Montage : Han Seung-ryong et Kim Hyeon
- Pays d'origine : Corée du Sud
- Langue : coréen
- Format : Couleurs - 1,85:1 - Dolby Digital - 35 mm
- Genre : Action, science-fiction
- Durée : 124 minutes
- Date de sortie : 26 juillet 2002 (Corée du Sud)

## Distribution
- Lim Eun-kyung : Little Match Girl
- Kim Hyeon-seong : Ju
- Kim Jin-pyo : Lee
- Jin Sing : Lala
- Jeong Doo-hong : Oberan
- Kangta : Invité spécial
- Myeong Gye-nam
- Lee Cheong-ah
- Seo Jae-kyeong
- Pierre Rissient

## Récompenses
- Prix de la meilleure direction artistique (Choi Jeong Hwa, meilleurs costumes et meilleurs effets spéciaux (Cha Soo-min, Hwang Hyun-kyu et Kim Sung-hoon), lors des Grand Bell Awards 2003.